# Sd.Kfz. 250/9
Sd.Kfz. 250/9 leichte Schützenpanzerwagen (2cm) (Gerät 883) – niemiecki opancerzony transporter rozpoznawczy z okresu II wojny światowej

## Historia konstrukcji

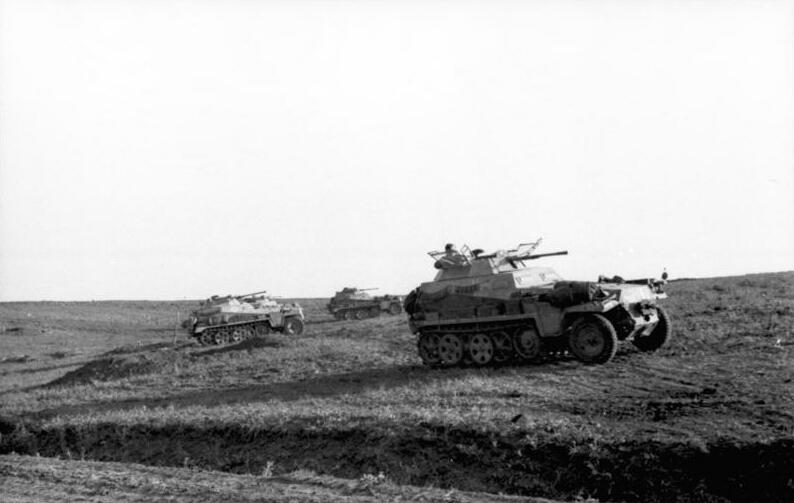
Sd.Kfz. 250/9 (Ukraina Płd., 1944)

Pojazd został opracowany w marcu 1942 roku opierając się na budowanym seryjnie transporterze opancerzonym Sd.Kfz.250. Pojazd został przebudowany w ten sposób, że umieszczono w nim działko przeciwpancerne kal. 20 mm w obrotowej wieżyczce, w wieżyczce tej umieszczono również karabin maszynowy. 
Produkcję seryjną pojazdu, który otrzymał oznaczenie Sd.Kfz. 250/9 rozpoczęto w maju 1943 roku. W pierwszych pojazdach stosowano wieżyczkę zapożyczona z Sd.Kfz. 222, w późniejszych wieżyczkę Hängelafette 38.

## Użycie
Transportery rozpoznawcze Sd.Kfz. 250/9 używano w pododdziałach rozpoznawczych, dywizji pancernych i grenadierów pancernych. 